# Пельяхъёган
Пельяхъёган (устар. Пельях-Юган) — река в Шурышкарском районе Ямало-Ненецкого АО. Устье реки находится на 416-м км по правому берегу реки Обь. Длина реки 23 км, в 4 км по правому берегу впадает Пельяхсоим.

## Данные водного реестра
По данным государственного водного реестра России относится к Нижнеобскому бассейновому округу, водохозяйственный участок реки — Обь от впадения реки Северная Сосьва до города Салехард, речной подбассейн реки — бассейны притоков Оби ниже впадения Северной Сосьвы. Речной бассейн реки — (Нижняя) Обь от впадения Иртыша.